# Tusculum (Tennessee)
Pour l’ancienne ville du Latium, voir Tusculum.
La ville de Tusculum est située dans le comté de Greene, dans l’État du Tennessee, aux États-Unis. Sa population s’élevait à 2 663 habitants lors du recensement de 2010, estimée à 2 670 habitants en 2016.
La ville abrite le Tusculum College (en), la plus ancienne université de l’État.

## Source
- (en) Cet article est partiellement ou en totalité issu de l’article de Wikipédia en anglais intitulé « Tusculum, Tennessee » (voir la liste des auteurs).